# فاروق جويدة
فاروق جويدة (10 فبراير 1946 -) شاعر مصري.

## حياته ونشأته ومسيرته
وُلِدَ في محافظةِ كفر الشيخ، وعَاَشَ طفولته في محافظةِ البحيرة، تخرَّج في كليةِ الآداب قسم الصحافةِ عام 1968، وبدأ حياته العملية محرراً بالقسم الاقتصادي بجريدة الأهرام، ثم سكرتيراً لتحرير الأهرام، وهو حالياً رئيس القسم الثقافي بالأهرام.
- شاعر وهو من الأصواتِ الشعريةِ في حركة الشعر العربي المعاصر، نظم كثيراً من ألوان الشعر ابتداء بالقصيدة العمودية وانتهاء بالمسرح الشعري.
- قدَّم للمكتبة العربية 20 كتاباً من بينها 13 مجموعة شعرية حملتْ تجربة لها خصوصيتها، وقدَّم للمسرح الشعري 3 مسرحيات حققتْ نجاحاً كبيراً في عدد من المهرجانات المسرحية هي: الوزير العاشق ودماء على ستار الكعبة والخديوي.
- تُرجمتْ بعض قصائده ومسرحياته إلى عدة لغات عالمية منها الإنجليزية والفرنسية والصينية واليوغوسلافية، وتناول أعماله الإبداعية عدد من الرسائل الجامعية في الجامعات المصرية والعربية.

عُيِّن بالفريق الرئاسي واستقال منه احتجاجاً على الإعلان الدستوري المكمل (نوفمبر 2012).

## مؤلفاته
من مؤلفاته:
- «أوراق من حديقة أكتوبر» (ديوان شعر) - 1974
- «حبيبتي لا ترحلي» (ديوان شعر) - 1975
- «أموال مصر: كيف ضاعت» (اقتصاد) - 1976
- «ويبقى الحب» (ديوان شعر) - 1977
- «وللأشواق عودة» (ديوان شعر) - 1978
- «في عينيك عنواني» (ديوان شعر) - 1979
- «الوزير العاشق» (مسرحية شعرية) - 1981
- «بلاد السحر والخيال» (أدب رحلات) - 1981
- «دائماً أنت بقلبي» (ديوان شعر) - 1981
- «لأني أحبك» (ديوان شعر) - 1982
- «شيء سيبقى بيننا» (ديوان شعر) - 1983
- «طاوعني قلبي في النسيان» (ديوان شعر) - 1986
- «لن أبيع العمر» (ديوان شعر) - 1989
- «زمان القهر علمني» (ديوان شعر) - 1990
- «قالت» (خواطر نثرية) - 1990
- «كانت لنا أوطان» (ديوان شعر) - 1991
- «شباب في الزمن الخطأ» - 1992
- «آخر ليالي الحلم» (ديوان شعر) - 1993
- «دماء على أستار الكعبة» (مسرحية شعرية)
- «الخديوي» (مسرحية شعرية) - 1994

## من قصائده المغناة
غنت له سمية قيصر قصيدة بعنوان «في عينيك عنواني»، كما غنى له كاظم الساهر قصيدة «لو أننا لم نفترق» وقصيدة «من قال إن النفط أغلى من دمي»، وغنت له فرقة الخلود اليمنية قصيدة «اغضب». وغنت له فرقة عقد الجلاد السودانية أغنية عذراً حبيبي.

## روابط خارجية
- فاروق جويدة على موقع بوابة الشعراء
- فاروق جويدة على موقع موسوعة الديوان الشعرية